# Ervin Eleskovic
Ervin Eleskovic, né le 8 mai 1987 à Bileća en actuelle Bosnie-Herzégovine, est un joueur de tennis suédois.

## Carrière
En 2008, il élimine Filippo Volandri au premier tour du tournoi de Båstad. Il atteint une nouvelle fois les huitièmes de finale du tournoi en 2010 lorsqu'il écarte Jerzy Janowicz
En 2011, alors qu'il vient d'atteindre le meilleur classement de sa carrière, il est sélectionné pour le quart de finale de la Coupe Davis à Halmstad afin de pallier le forfait de Robin Söderling. Alors qu'il est mené 6-2, 1-0 par Janko Tipsarević, il se blesse gravement au genou lors d'une chute. Il n'est de retour sur les courts que 10 mois plus tard puis met un terme à sa carrière en 2014.
Il a remporté 5 tournois Future en simple dans sa carrière et 4 en double. Sur le circuit Challenger, il est quart de finaliste à Bath en 2011 et vainqueur du tournoi de Tampere en double en 2008.